# Radu Cantacuzino
Radu Cantacuzino (în germană Rudolf; n. 1699 – d. 1761) a fost un boier român, fiul domnului Ștefan Cantacuzino și al Păunei (născută Greceanu), nepot al stolnicului Constantin Cantacuzino și strănepot al postelnicului Constantin Cantacuzino. Istoricul N. Iorga îl prezenta drept „om neastâmpărat și vițios, gata de toate cerșirile și toate trădările, lacom de onoruri și mai ales de bani, care a compromis așa de crud faima unei familii cu atât de strălucite origini și de un rost atât de însemnat în istoria țărilor noastre”.
Radu a fost căsătorit cu o bastardă a casei de Hessa, ducându-și existența la Erfurt, Paris, Veneția, Dresda, Leipzig, Roma, devenind ulterior cetățean al Poloniei.

## Biografie
După ce Ștefan Cantacuzino a fost ucis de turci în 1716, Radu și fratele său Constantin au fost duși în pribegie de mama lor, fiind îmbarcați de la Constantinopol cu ajutorul soției ambasadorului olandez Colyer. Însoțiți de preceptorul Anton-Maria Del Chiaro, au ajuns via Sicilia și Napoli la Roma. Păuna Cantacuzino  a avut speranțe că fiul ei mare va fi pus de împăratul Carol al VI-lea pe tronul Țării Românești. În acest scop a obținut asigurările papei Clement al XI-lea, care însă remarca faptul că Radu nu a trecut la catolocism. În 1717, generalul Eugeniu de Savoia recunoștea meritele lui Ștefan în favoarea imperialilor, însă obiecta că fiul său Radu nici nu împlinise 20 de ani, iar domnia fusese promisă lui Gheorghe, fiul lui Șerban Cantacuzino.
Înainte de Pacea de la Passarowitz, Păuna și fii ei au cerut restituirea averilor ce fuseseră confiscate de turci. Într-un raport al prințului Eugen, acesta arăta că restituirea era dificilă în condițiile de trădare, însă că în virtutea calităților sale, Radu putea fi primit în armată și că se putea acorda un ajutor de 2.000 de florini. A fost acordată o pensie și s-a ajuns la o înțelegere cu soția ambasadorului olandez, care consumase averea lăsată în seama ei de pribegi.
Familia a întâmpinat dificultăți financiare, astfel că în 1727 „Radu recurge la marea sa invenție de împărțitor de decorații închipuite.”
Radu, luând exemplu de la un șarlatan care emitea diplome sub numele de Ioan al IX-lea, a întemeiat un ordin constantinian și a început să emită la rândul său diplome de „Anghel, Flaviu Comnen”, sub titulatura de „duce al Valahiei, Moldovei și Basarabiei, despot al Peloponesului, prinț al Tesaliei, Macedoniei și al Sacrului Imperiu Roman, al ambelor Imperii, conte de Epidaur, Corint și conte apostolic al regatului Ungariei, marghiz în Ilfov, Romanați, Teleorman, Suceava, dinast în Galați, Ialomița, Prahova și Dâmbovița și domn al Olteniei (Alutae) și Mehedinților, hospodar la Hotin și Giurgiu [...]”.
În august 1736, Radu a cerut să-i fie dată comanda unui regiment iliric de husari (cf. lui N. Iorga, „de aventură”), cerere aprobată de împărat. Cu aceste trupe a participat la războiul italian. Sub Maria Tereza, Radu Cantacuzino a cerut să fie numit general, însă a fost acuzat de proastă administrație și trupele i-au fost reduse. În continuare s-a dus în Silezia, punându-se la dispoziția regelui Frederic, însă a fost refuzat.
A fost îngropat în Polonia la Camenița (astăzi în Ucraina), unde mormântul i-a fost descoperit în secolul al XX-lea de Teodor Burada.

## Urmași
A fost căsătorit cu Elisabeth d'Estival, cu care a avut cinci urmași:
- Leopoldina
- Cecilia
- Maria
- Elisabeta
- George, căpitan în armata Imperiului habsburgic.[9]